# Jiří Jure Dohnal
Jiří Jure Dohnal (* 17. března 1963 Karviná) je český evangelikální pastor, publicista a misijní křesťanský pracovník působící od roku 1996 v Chorvatsku.

## Život
V letech 1978-1981 vystudoval SOU v Českém Těšíně, obor stolař-truhlář. Během základní vojenské služby v Praze v letech 1982-1984 se stal praktikujícím křesťanem a zapojil se do sboru Českobratrské církve evangelické v Praze Holešovicích. V roce 1989 byl zvolen do staršovstva a stal se pastorem rodícího se Křesťanského společenství Praha-Sever. V tomto společenství působil jako pastor a biblický učitel až do roku 1995. Od roku 1993 začal spolu s manželkou Kateřinou podnikat několikaměsíční humanitární mise do válkou zničených zemí bývalé Jugoslávie. Oba manželé pracovali několik měsíců jako dobrovolníci v sirotčinci OAZA v chorvatském městě Rovinj, kam se v lednu 1996 přestěhovali.
Je jedním ze zakladatelů sboru Evangelikální letniční církve (EPC - Evanđeoska pentekostna crkva u Hrvatskoj) v chorvatské Rovinji a od roku 1997 je pastorem tohoto sboru. V letech 1996–2000 studoval na chorvatské pobočce Vision International Univerzity, kde získal bakalářský titul. Od roku 2006 pracuje pro Teologickou komisi EPC v Chorvatsku.